# توم موناغان
توم موناغان (بالإنجليزية: Tom Monaghan)‏ هو رائد أعمال أمريكي، ولد في 25 مارس 1937 في آن آربر في الولايات المتحدة.